# Euryparyphes sitifensis
Euryparyphes sitifensis is een rechtvleugelig insect uit de familie Pamphagidae. De wetenschappelijke naam van deze soort is voor het eerst geldig gepubliceerd in 1854 door Brisout de Barneville.